# 呉山平煥
呉山 平煥（くれやま　へいかん ）は、日本のオーボエ奏者。

## 経歴
明星高等学校を経て早稲田大学を卒業後、丸山盛三（NHK交響楽団）とカール・シュタインス（ベルリン・フィルハーモニー管弦楽団）に師事した。1968年、京都市交響楽団に入団。翌年首席奏者となる。
1974年にベルリン芸術大学に留学した。渡欧中、カメラータ・アカデミカ・ザルツブルグ、ティヴォール・ヴァルガ室内合奏団、ベルリン・フィル、 ベルリン交響楽団、オスロ放送響などに客演した。
ウィーン・フィルハーモニー管弦楽団ゾリステン、 ウィーン・フィルハーモニー管弦楽団トリオ他、国内外の著名アーティストと数多く協演した。また、教育者としても活動している。
1983年より2000年まで草津国際音楽祭に参加。1995年より3年間、ユーディ・メニューインの招きによりアジア・ユース・オーケストラを指導した。
1982年より2000年まで同志社女子大学学芸部音楽科、1987年より 2000年まで大阪音楽大学講師を務める。
現在は、京都市生涯学習センター「アスニーアトリエよし笛」特別講師を務める。

## 受賞歴
- 1987年 - 藤堂音楽賞
- 1994年 - 京都芸術祭特別賞